# Oecetis terraesanctae
Oecetis terraesanctae là một loài Trichoptera trong họ Leptoceridae. Chúng phân bố ở miền Cổ bắc.